# ゼラノール
ゼラノール（英：Zeranol （INN、USAN、BAN））（商品名Frideron、Ralabol、Ralgro、Ralone、Zerano；開発コード名MK-188、P-1496）あるいはゼアラノールは、α-ゼアララノールまたは単にゼアララノールとしても知られ、フザリウム属真菌で見つかるマイコエストロゲンに関連するレゾルシル酸ラクトン系の合成非ステロイド性エストロゲンであり、主に獣医療において同化剤として使用される。
ゼラノールは、肉牛を含む家畜の成長促進剤として、米国ではRalgro（シェリング・プラウ）の商品名で承認されている 。カナダでは、肉牛にのみ承認されている。欧州連合での使用は承認されていない。しかし、スペインではRaloneという商品名で販売されている。
ゼラノールは既に存在する乳癌んの癌細胞の増殖を増加させる可能性があるが,、牛のゼラノール含有物の使用による食事による暴露は軽微である 。ゼラノールは、カビに汚染された作物から検出されることがある。エストロゲンとしての作用は、関連化合物であるゼアラレノンの3～4倍である。ゼラノールはゼアラレノンの代謝物である。

## 関連記事
- α-ゼアラレノール
- β-ゼアラレノール
- タレラノール
- ゼアララノン
- Beef hormone controversy